# Luchtvaartcommunicatie
Luchtvaartcommunicatie vindt plaats via verbale communicatie in de VHF-, UHF- en HF-frequentiebanden. 
Verder bestaat er non-verbale communicatie in de luchtvaart: ACARS en CPDLC.
De frequentie-toewijzing binnen de civiel gebruikte frequentiebanden wordt internationaal bepaald door de Internationale Burgerluchtvaartorganisatie (ICAO). De communicatie gebeurt voor het overgrote deel in de vorm van spraakverbindingen. 

## VHF

### 108 - 137MHz(AM)
De burgerluchtvaart maakt intensief gebruik van frequenties in deze VHF-luchtvaartband. De maximaal overbrugbare afstand tussen een hoogvliegend vliegtuig en een grondstation is ca. 350 km. 
Op VHF vindt de volgende radiocommunicatie plaats: 
- tussen luchtverkeersleiding en luchtvaartuigen
- tussen kantoren van luchtvaartmaatschappijen en vliegtuigen
- tussen luchtvaartuigen onderling
- tussen luchtvaartuigen en voertuigen op de grond (voorbeeld: tussen ballonvaarders en grondploegen wordt 122.250MHz gebruikt.)
- Luchtvaart noodfrequentie 121.500MHz
- Aircraft Communications Addressing and Reporting System (ACARS). Een datalink tussen grondstations en vliegtuigen.
- VHF Digital Link Mode 2 (VDLM2). Datalink tussen grondstations en vliegtuigen.

## UHF

### 230 - 400 MHz (AM)
De militaire luchtvaart gebruikt veelvuldig frequenties van 230-400 MHz. Deze band wordt in de luchtvaart aangeduid als UHF-band, hoewel de frequenties onder 300 MHz strikt genomen buiten het UHF-spectrum vallen. De maximaal overbrugbare afstand tussen een hoogvliegend vliegtuig en een grondstation is ca. 350 km.
In deze band vindt de volgende radiocommunicatie plaats:
- militaire luchtverkeersleiding
- gevechtsleiding
- tussen vliegtuigen onderling

### 1525 - 1661 MHz
Satellietcommunicatie (SATCOM) wordt in de luchtvaart op relatief geringe schaal toegepast. Het gebruik is nog beperkt tot non-routine boodschappen en noodgevallen, bijvoorbeeld als storingen beletten om via VHF of HF een verbinding te maken met de luchtverkeersleiding. Bij SATCOM wordt gebruikgemaakt van Inmarsat- of Iridium-satellieten. De maximaal overbrugbare afstand is onbegrensd.

## HF

### 3 - 30 MHz (SSB)
HF (korte golf) wordt gebruikt voor lange-afstandscommunicatie. Een voorbeeld hiervan is de luchtverkeersleiding boven de oostelijke helft van de noordelijke Atlantische Oceaan uitgevoerd door Shanwick Oceanic Control. De maximaal overbrugbare afstand op de HF is enige duizenden kilometers. 
HF wordt gebruikt:
- tussen luchtverkeersleiding en luchtvaartuigen
- tussen kantoren van luchtvaartmaatschappijen en vliegtuigen

## CPDLC
Controller Pilot Data Link Communications: communicatie tussen controller en vliegtuig via een datalink. Gebruikte frequentie: onbekend.